# Crommelin (cráter marciano)
Crommelin es un cráter de impacto situado en el cuadrángulo Oxia Palus de Marte, localizado en las coordenadas 5.1°N de latitud y 10.2°O de longitud. Tiene 113,9 km en diámetro y fue nombrado en memoria de Andrew Crommelin, siendo el nombre aprobado en 1973 por Grupo de Trabajo de Nomenclatura del Sistema Planetario (WGPSN) de la Unión Astronómica Internacional (UAI).
El cráter muestra numerosas capas.  Muchos lugares de Marte exhiben capas rocosas dispuestas en estratos de diversas configuraciones. Los volcanes,el viento, o el agua pueden producir estas capas. Así mismo, el agua subterránea puede haber estado implicada en la formación de estratos en algunas zonas.

## Por qué  los cráteres son importantes
La densidad de cráteres de impacto suele determinar las edades de la superficie de Marte y de otros cuerpos del sistema solar. Cuanto más antigua es una superficie, mayor presencia de cráteres presenta.  La forma de los cráteres puede revelar la presencia de hielo en el terreno.

## Imágenes

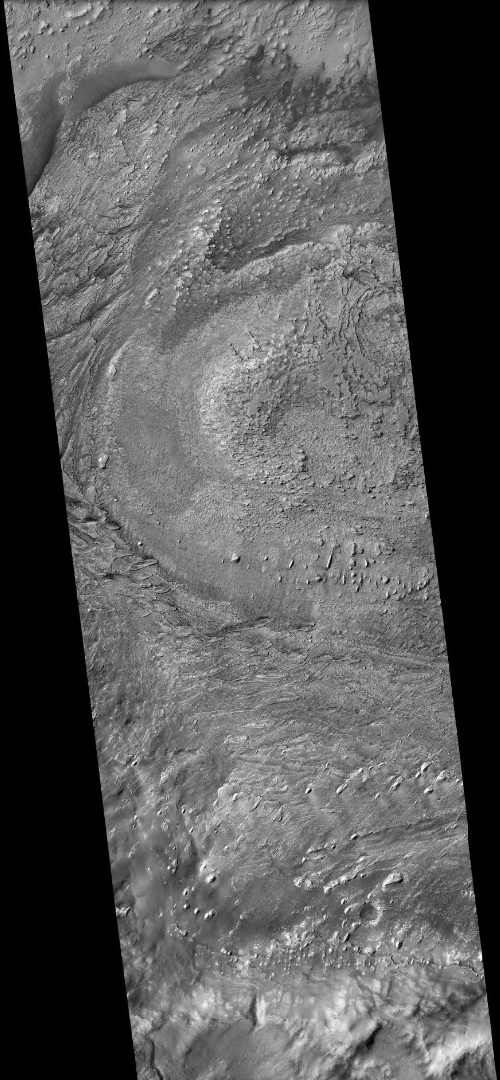
Crommelin visto por la cámara CTX (Marte Reconnaissance Orbiter).
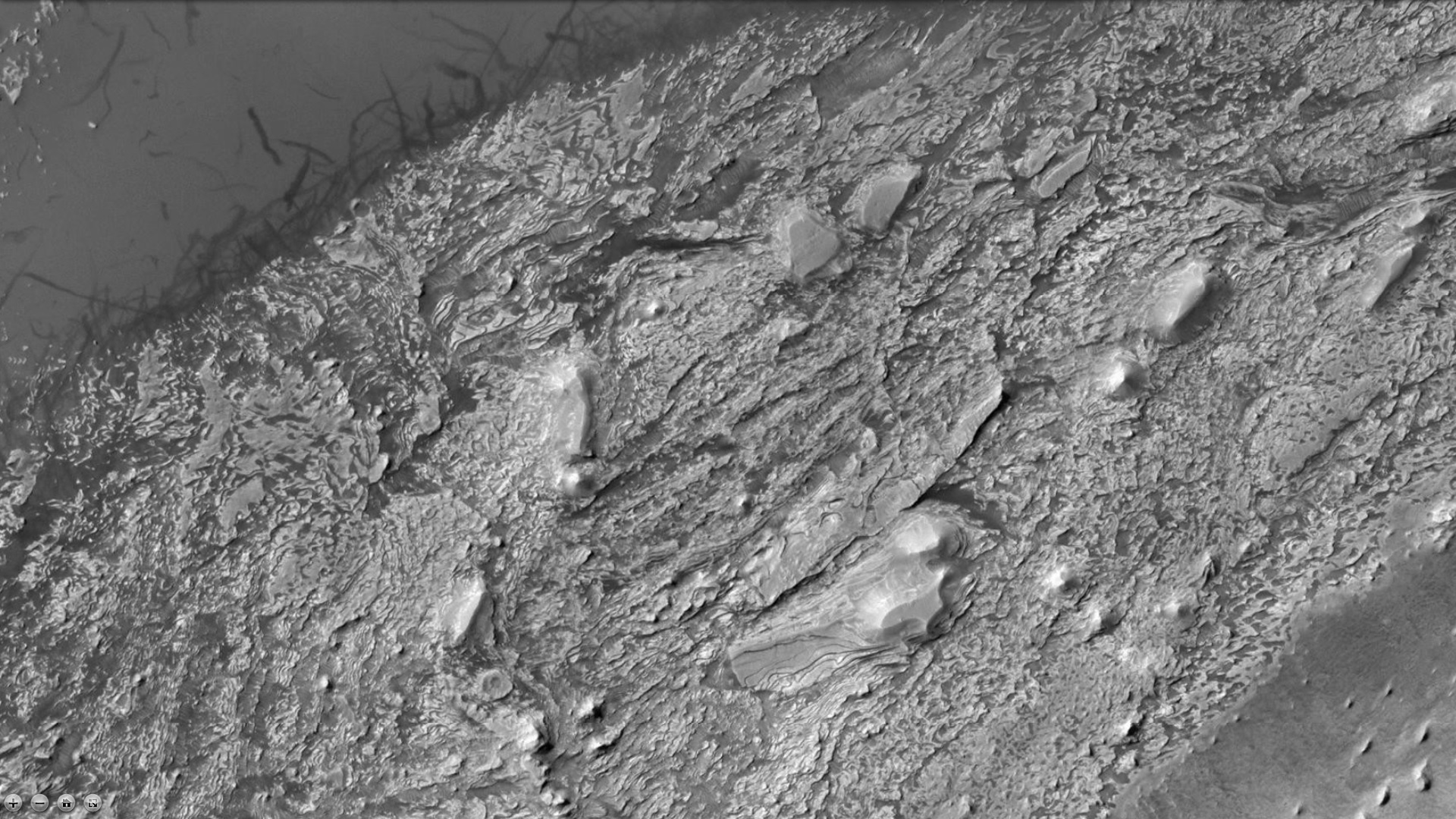
Estratos y pistas de polvo de tornados fotografiados por la cámara CTX. (Nota: ampliación de la imagen anterior de Crommelin)
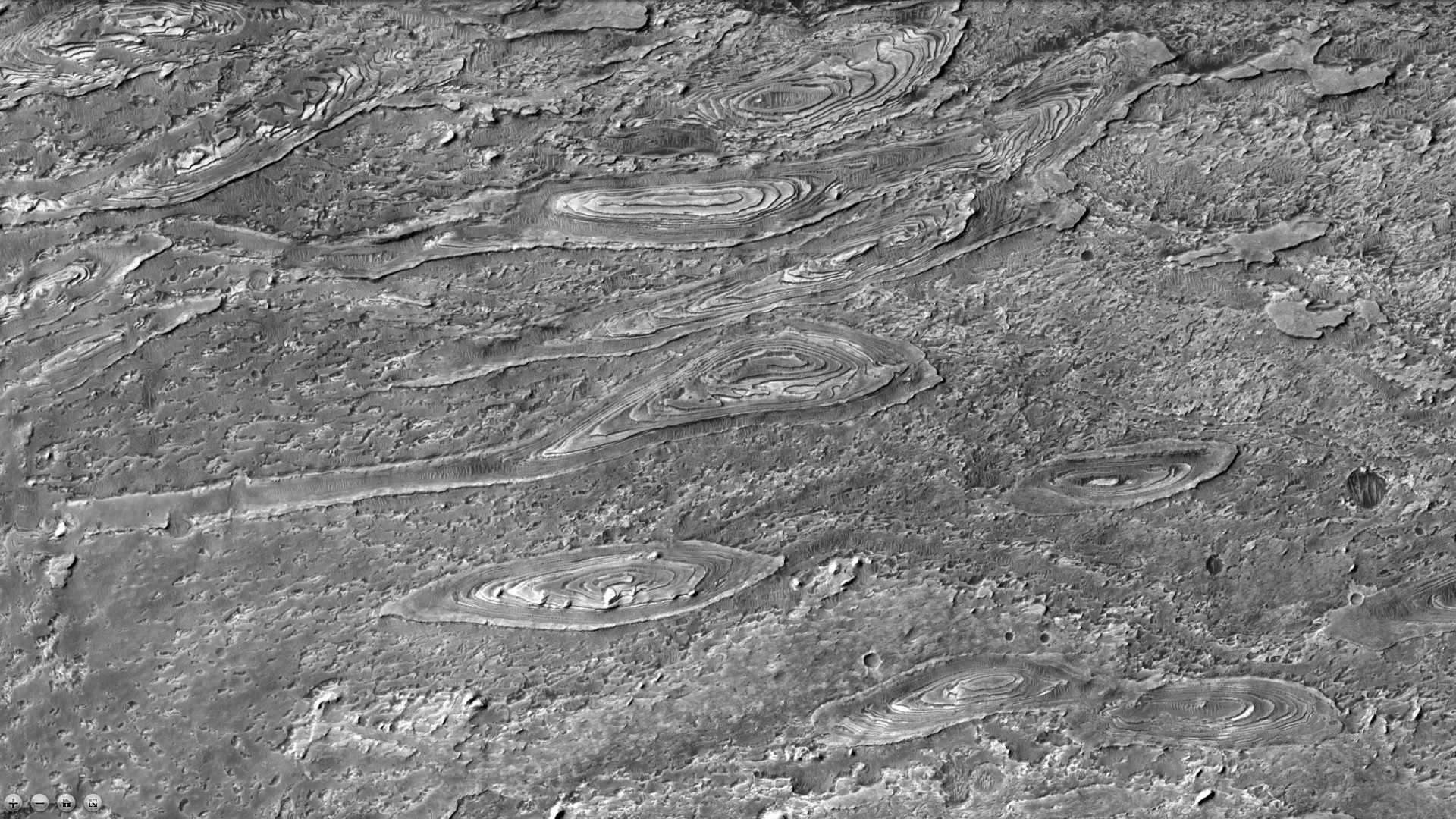
El cráter muestra capas configuradas en forma de óvalos, vistos por la cámara CTX. (Nota: ampliación de la imagen anterior de Crommelin)
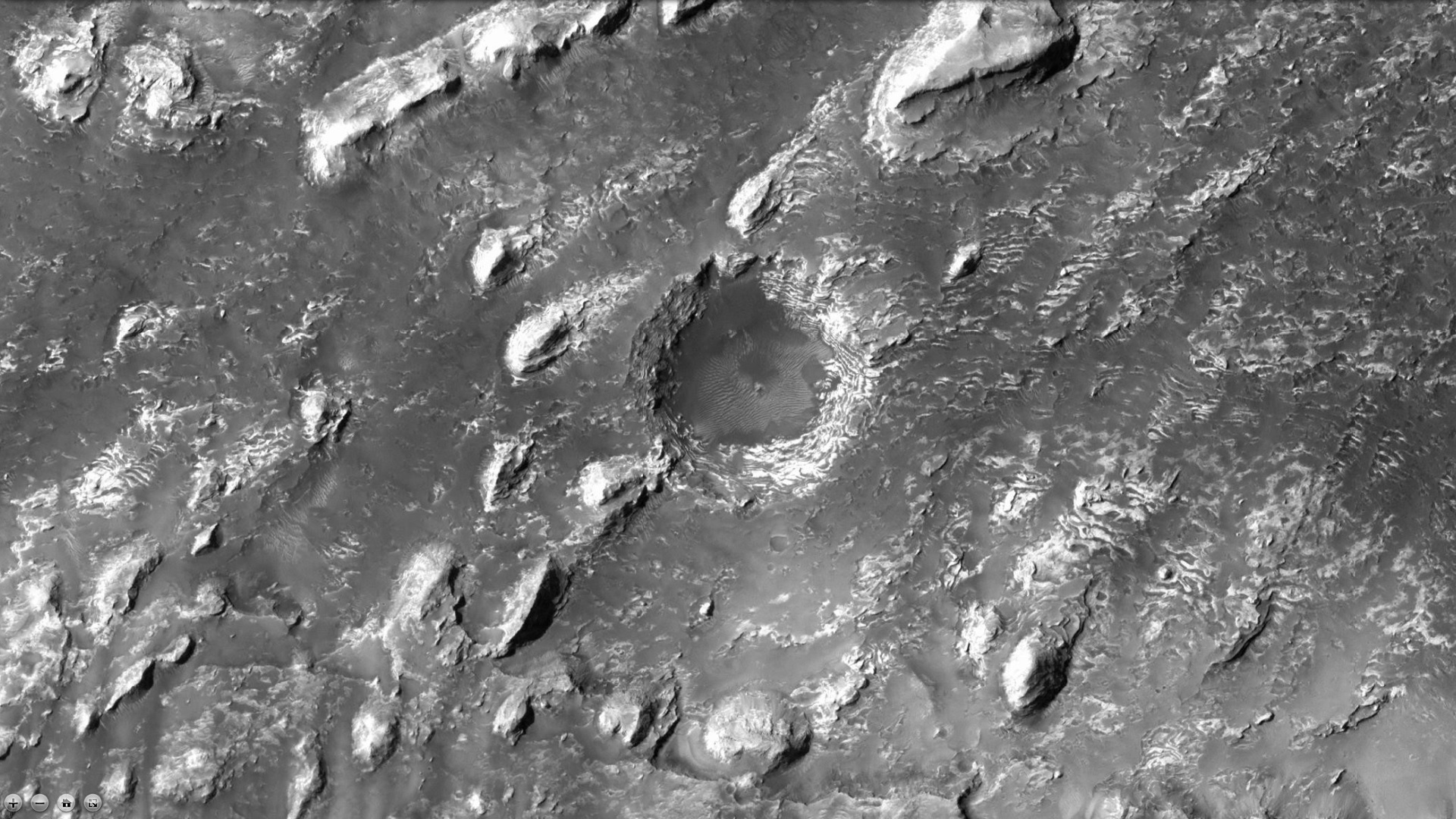
El cráter muestra capas en forma de buttes (cerros muy verticales aislados) dentro de un cráter pequeño, vistos por la cámara CTX. (Nota: ampliación de la imagen anterior de Crommelin)
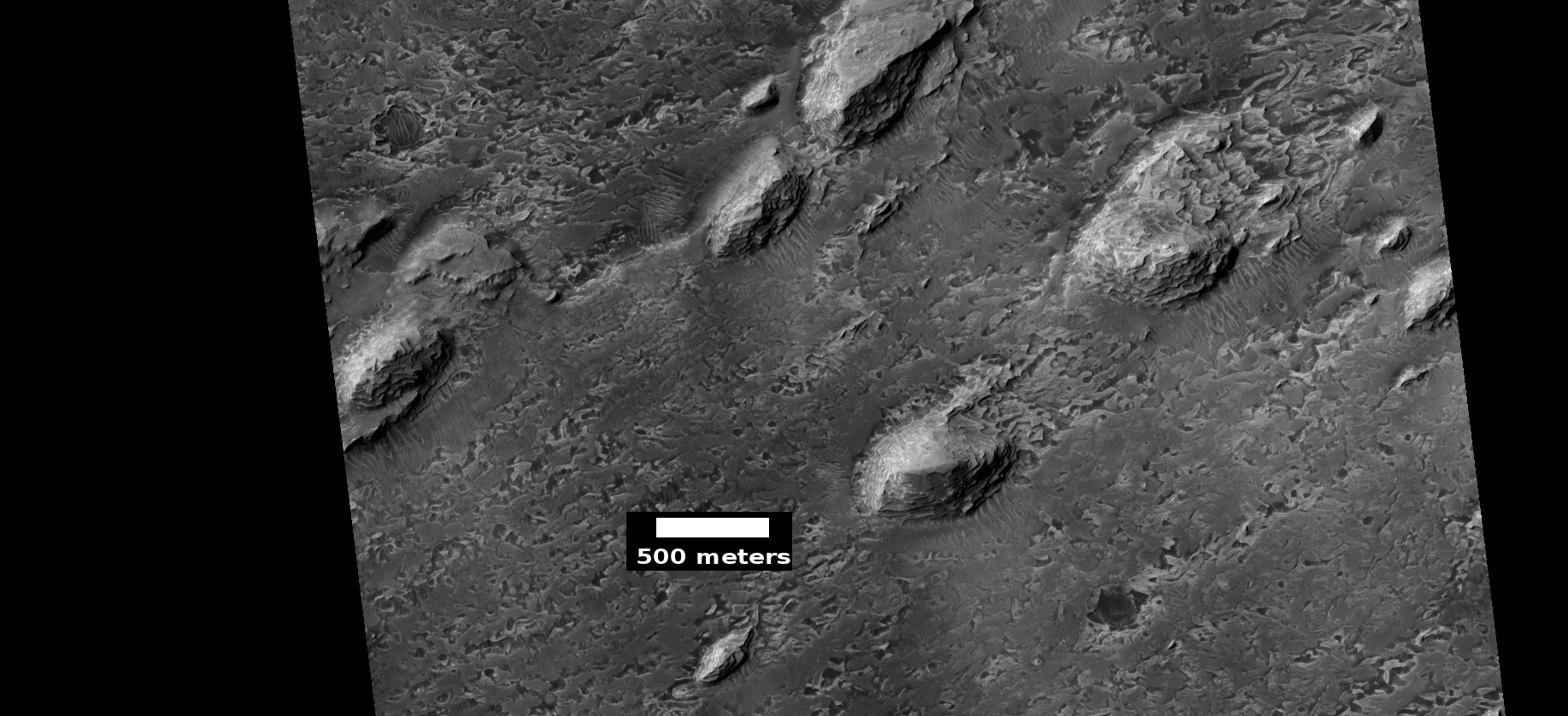
Estratos de Crommelin, vistos por el HiRISE.
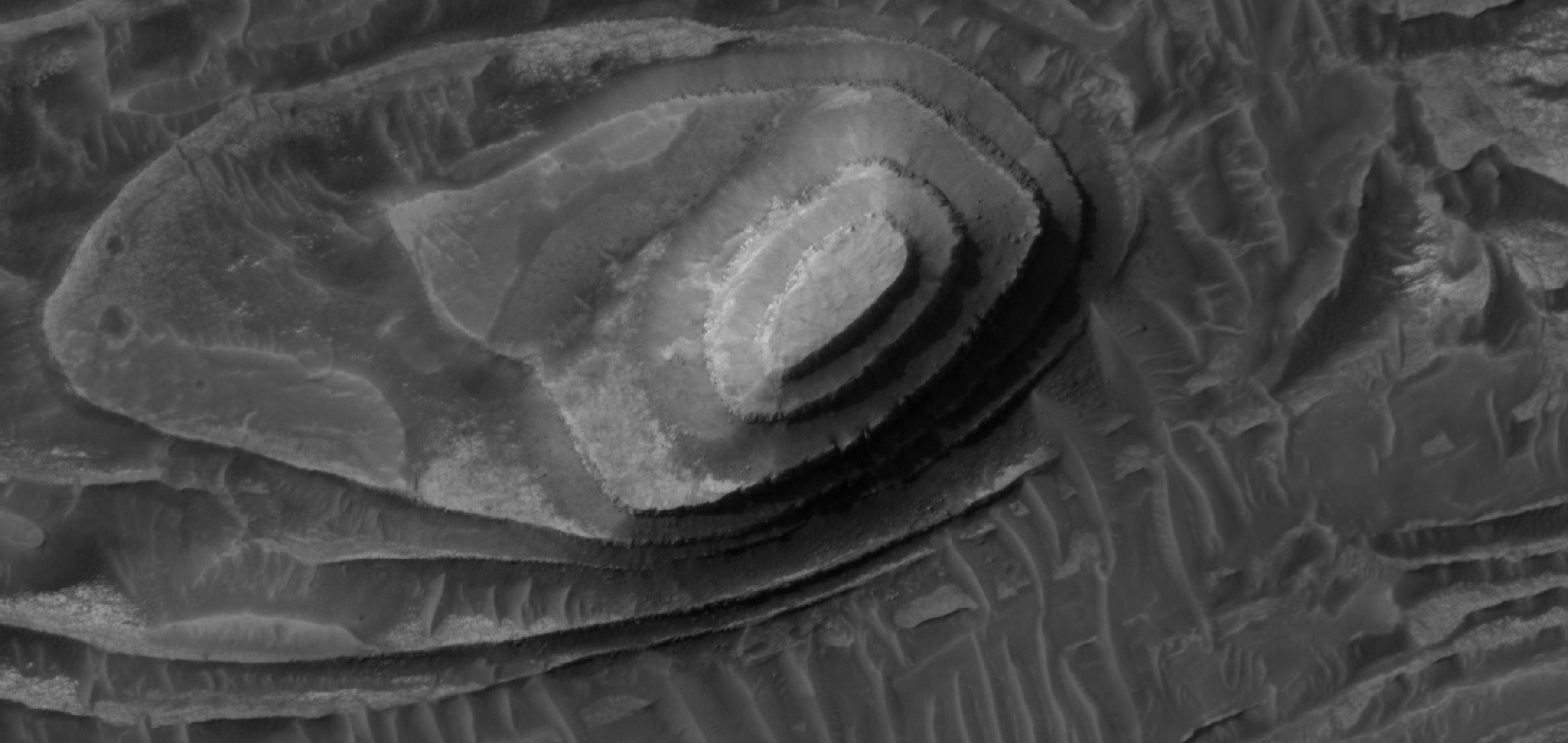
Butte en el cráter Crommelin, visto por el HiRISE del programa HiWish. La ubicación es el cuadrángulo Oxia Palus.
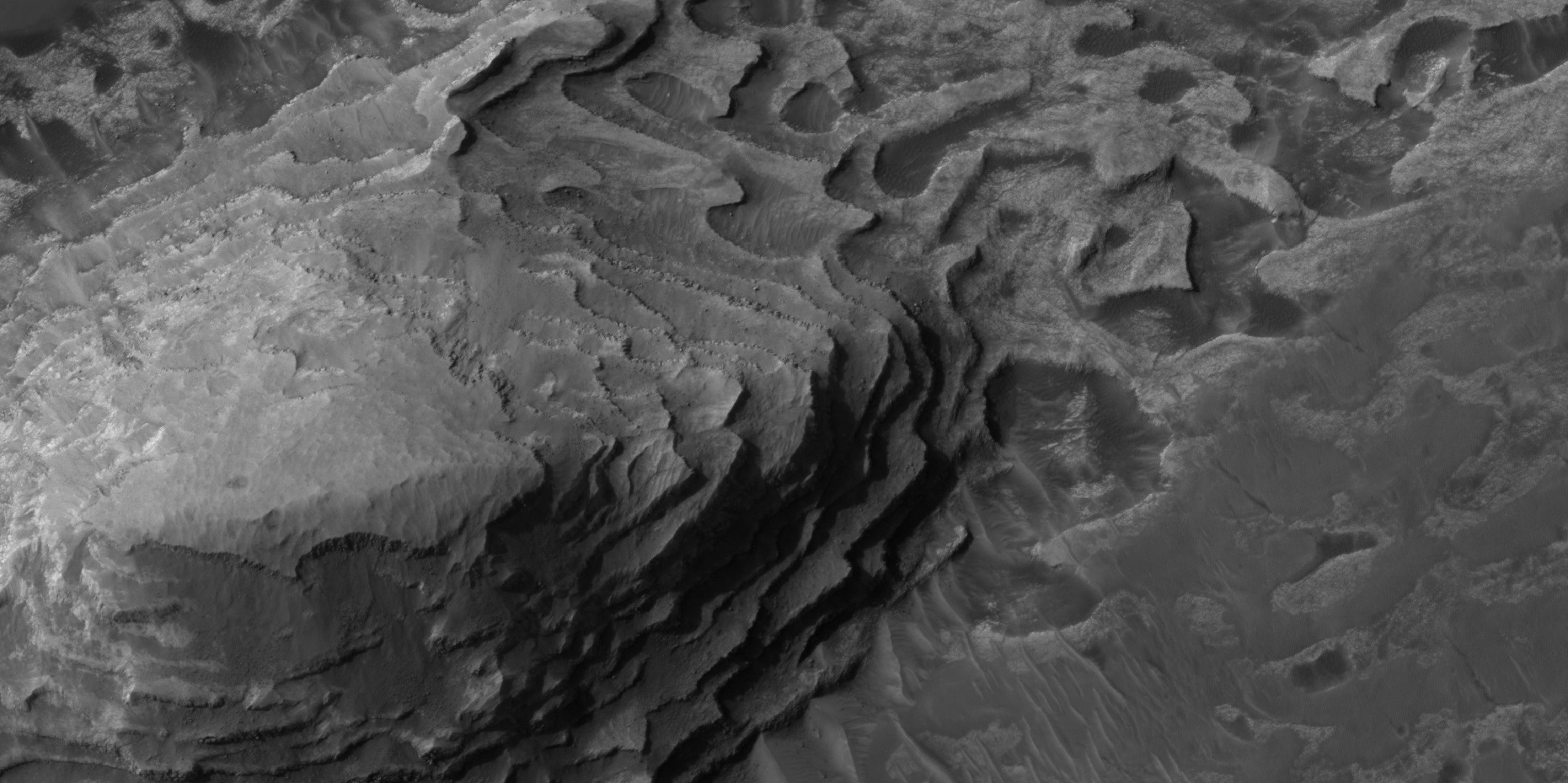
Estratos del cráter Crommelin, vistos por el HiRISE.
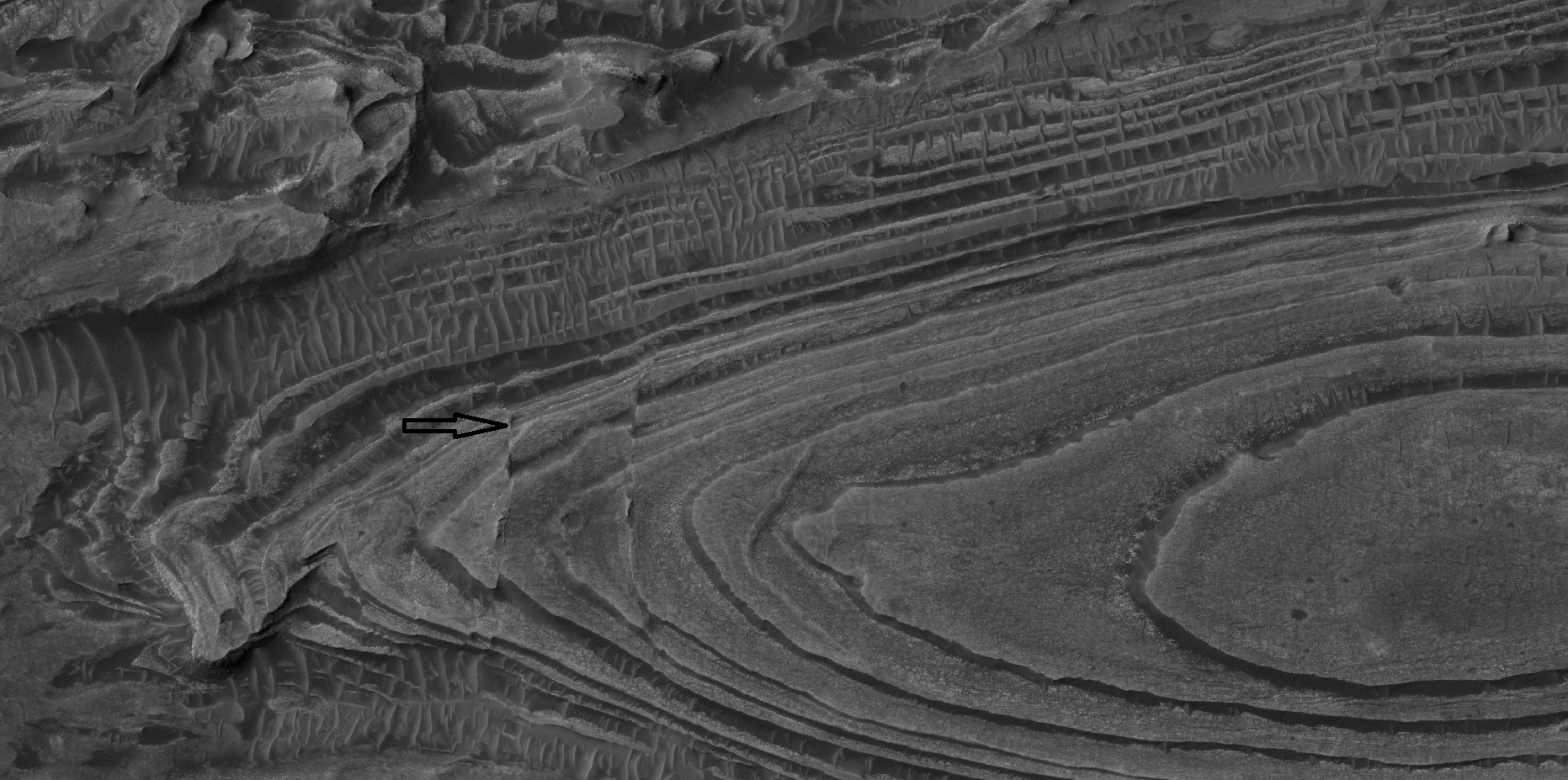
Otra vista HiRISE de los estratos del cráter Crommelin. La flecha indica una falla.

## Lecturas relacionadas
- Grotzinger, J. and R. Milliken (eds.).  2012.  Sedimentary Geology of Mars.  SEPM.